# Cosmoe
Cosmoe — проект создания операционной системы с открытым исходным кодом, которая была бы похожа по внешности, функциям и возможностям на BeOS, которая больше не разрабатывается, после того, как перестала существовать Be Inc. Cosmoe основана на ядре Linux и использует код AtheOS. Эта ОС стремится к совместимости исходного кода с BeOS (и, возможно, с инструментарием Mac OS Carbon). Проект был начат как раз перед упадком AtheOS, быстро взлетел, производя последовательные выпуски перед бездействием после его финальной версии от 24 декабря 2004 г.
Тем не менее, проект не был полностью заброшен автором. Последнее упоминание разработчика о версии 0.8 было в марте 2007.